# 新阿拉卡基特 (阿拉斯加州)
新阿拉卡基特（英語：New Allakaket）是位於美國阿拉斯加州育空-科尤庫克人口普查區的一個人口普查指定地區。根據2010年美國人口普查，該地共人口66人，而該地的面積約為7.10平方千米。

## 地理
新阿拉卡基特的座標為66°33′04″N 152°39′06″W / 66.55111°N 152.65167°W，而該地的平均海拔高度為122米（即400英尺）。